# Шинка

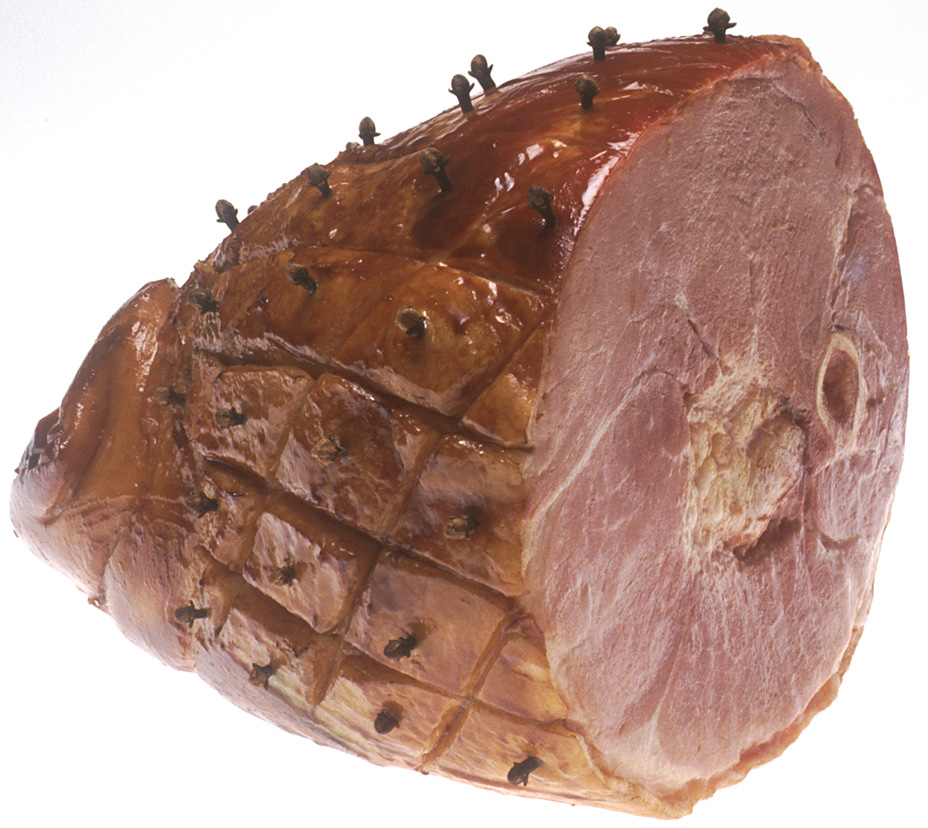

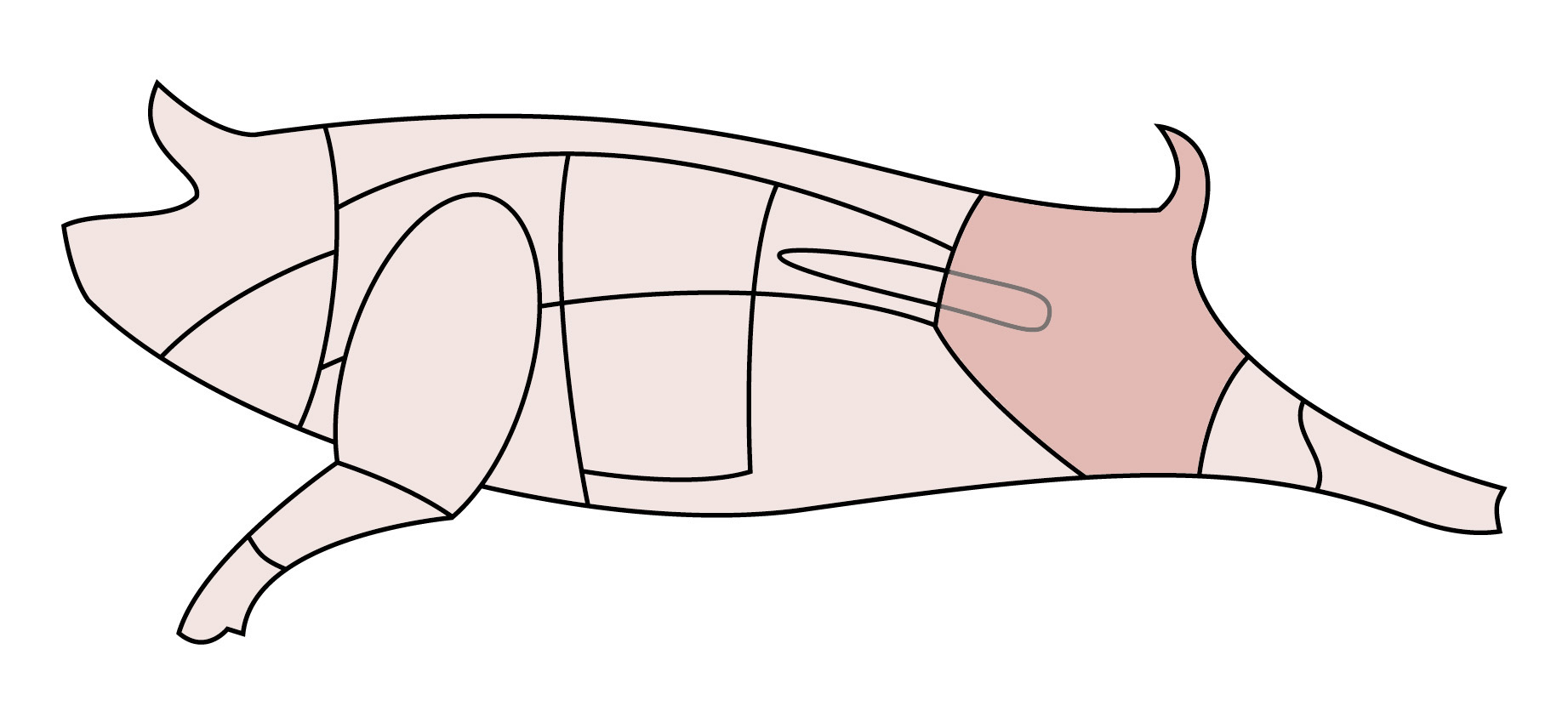
Для приготування справжньої шинки використовують тільки задню ногу свині

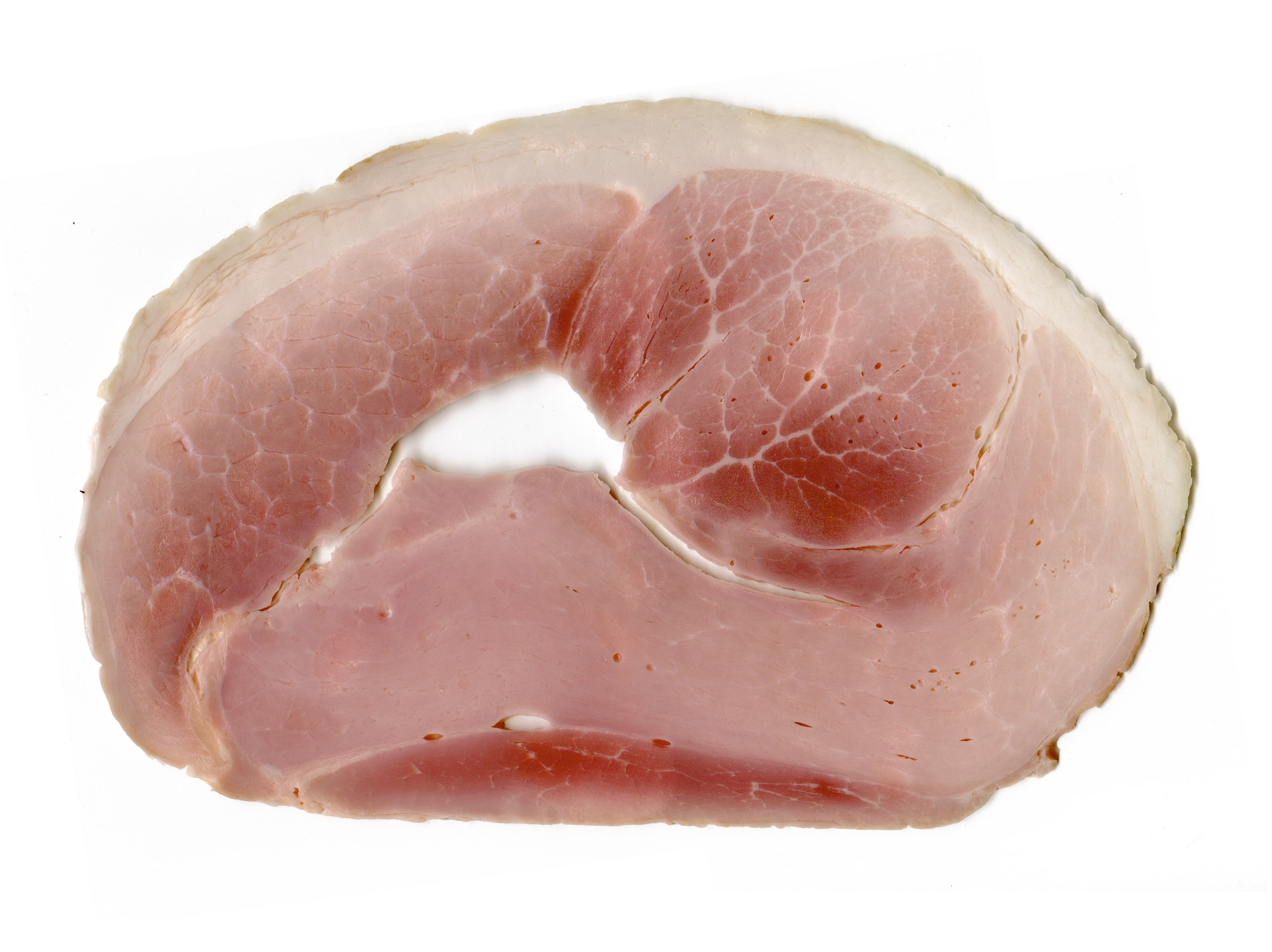
Типова скибочка шинки

Ши́нка (від нім. Schinken), ву́джениця (від ву́дити — «коптити») — один із різновидів м'ясних харчових запасів. Свинячу шинку шпигували часником, обтирали сіллю з перцем і запікали у печі. Їли протягом зимових свят.
У районах Прикарпаття та Східної Волині шинку після маринування у соляному розчині зі спеціями вудили у печах або у коминах.
Вуджена шинка зберігалася довго, аж до косовиці й жнив, коли потрібно було особливо калорійне харчування.

## Способи приготування
1. Беремо 2,5 кг свинячої шинки. Робимо суміш для соління: 0,5 скл. солі, 0,5 ч. л. цукру, п'яту частину чайної ложечки селітри. Натираємо м'ясо цією сумішшю і ставимо його в холодне місце. Через кілька діб варимо розсіл: на 5 л води — 400 г солі, 50 г цукру, 25 г селітри. Прокип'ятити, остудити. Солону шинку кладемо в емальовану каструлю, заливаємо розсолом. Щонайменше 4 дні має постояти. Коли цей час минув, м'ясо добре промиваємо, посипаємо духмяним і чорним перцем, шпигуємо часником (можна — часником і салом), кладемо на бляшку. З борошна і води замішуємо тісто, робимо корж завтовшки 1,5 см, накриваємо ним м'ясо і ставимо у піч або духовку. Приблизно через 2,5 год. дерев'яною паличкою пробуємо, чи готове. Коли шинка вистигне, знімаємо корж.
2. Зі шматка свинини (не менше 800 грамів) зрізати всі плівки. Якщо свинина дуже жирна, то зняти й частину жиру, але не весь, бо м'ясо буде сухим.  Маринад: змішати чорний мелений перець, дрібно розтерте лаврове листя, сухий кріп, листя м'яти, дрібно нарізаний часник, кілька крапель оцту й 30–40 г олії. За бажанням можна додати кілька гвоздичок. Скільки класти перцю і часнику — справа смаку й досвіду.  Приготовлений шматок м'яса вимити, витерти серветкою і зробити на ньому кілька невеликих, але глибоких надрізів, у які покласти маленькі часточки часнику. Потім м'ясо натерти сіллю і покласти в маринад на добу або й дві. За цей час м'ясо треба буде кілька разів перевернути, щоб воно рівномірно просолилося. Запікати шинку найкраще в гусятниці. На дно посуду треба обережно, щоб не розірвати, покласти великий шматок фольги, аби в нього можна було загорнути м'ясо. На вистелене фольгою дно покласти кілька капустяних листків і кілька кружалець моркви (для того, щоб м'ясо не підгоріло, а капусту потім викинути). А якщо під фольгу, на дно посудини, підкласти палички з вільхи, тоді шинка пропахне смачним димком.  Викласти на фольгу м'ясо й полити його маринадом. А потім над м'ясом міцно з'єднати краї фольги, накрити посуд кришкою і поставити в розігріту до 180°С духовку. Готувати шинку 2-2,5 год. Час від часу виймати посудину з духовки й поливати м'ясо жиром, що натопився. Хвилин за 10 до готовності відкрити кришку, розгорнути фольгу й дати м’ясу в духовці підрум'янитися.
3. Медова шинка.1,5 кг шинки зі шкіркою, 1 чарка сухого білого вина, 4 ст. л. меду, мелений перець, гвоздика, сіль.  Шинку нашпигуйте (зверху через шкірку) гвоздикою, змастіть медом, посоліть і поперчіть. Запікайте за температури 200°С, поки м’ясо не набуде золотистого кольору. Зменшіть температуру до 170°С і запікайте ще 80 хв.
4. Свиняча шинка з чорносливом. 1,2 кг свинячої шинки, 2 ст. л. олії, 200 г чорносливу, 100 мл сухого вина, 1 скл. яблучного пюре, сіль, чорний перець, приправи. М'ясо натерти сіллю та приправами і залишити на 10–15 хв. Чорнослив помити і порізати навпіл. Вузьким ножем зробити глибокі надрізи в м'ясі і обережно, щоб не розірвати його, вкласти в надрізи чорнослив. Обсмажити свинину на маслі зі всіх боків до золотистого кольору. Перекласти в сотейник або гусятницю. До соку, що залишився після обсмажування шинки, влити вино. Полити м'ясо цим соусом, накрити кришкою і запікати 70 хв. при температурі 180°С. Змастити м'ясо яблучним пюре і запікати без кришки ще 20 хв., поки шиночка не покриється рум'яною скоринкою.

## Шинка в інших країнах

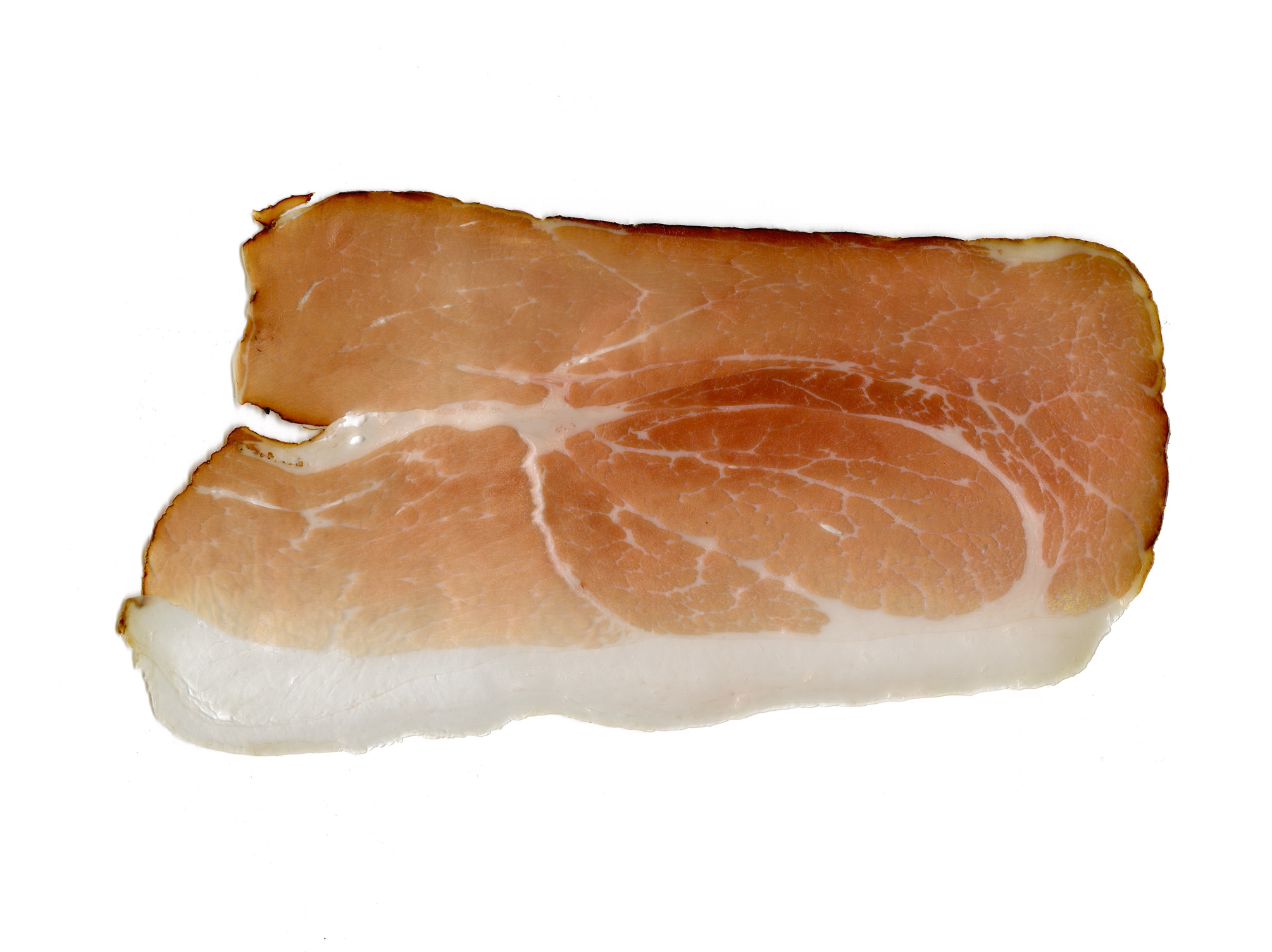
Шварцвальдська шинка

### Болгарія
- Еленський бут — шинка, вироблена на півночі центральної Болгарії, біля міста Елена. Продукт витримується у соляному розчині 40-45 днів. Широко відома лише всередині країни.

### Німеччина
- Майнцька шинка(інші мови) (нім. Mainzer Schinken) — традиційна страва з Майнцу, що експортувалася до Франції з часів пізнього Середньовіччя. Виробництво припинено після Другої світової війни.
- Вестфальська шинка(інші мови) (нім. Westfälischer Schinken) — виготовляється зі свиней, вирощених у Вестфалії, яких годують суто жолудями. Потім м'ясо коптять, використовуючи букові та ялівцеві гілки.
- Шварцвальдська шинка (Schwarzwälder Schinken) — виробляється в Шварцвальді. Це витримана, суха шинка, копчена на свіжій ялиновій тирсі і шишках.

### Іспанія
В Іспанії ретельно прописані правила приготування шинки, правила годівлі свиней, що йдуть на її приготування та інші виробничі процеси..
Одним з основних сортів іспанської шинки є хамон серрано. Ця шинка виготовляється суто з так званих «білих свиней». Її отримують внаслідок витримки шинки на височинах гірських хребтах при низьких температурах. Їх також отримують від іберійських свиней, з яких отримують шинку кращої якості, яку називають іберійською шинкою або шинкою жолудевої відгодівлі. Види:
- Виробляється в Тревелесі — найсолодша.
- Виробляється в Теруелі — «найшвидкоспіліша»[6].

### Італія
Італійською шинка називається prosciutto («прошутто»). Сирий її різновид називається prosciutto crudo («прошутто крудо»), варений — prosciutto cotto («прошутто котто»).
Пармська шинка («прошутто ді Парма») виробляється на майже двох сотнях заводів, сконцентрованих на сході провінції Парма. Для її виробництва використовуються тільки великі стегенця (по 12–13 кг). Відмінною її особливістю є те, що при приготуванні використовується порівняно мало солі, але додається часник сіль та цукор. Після засолювання м'ясо покривають свинячим жиром, залишаючи м'язову тканину відкритою, після чого досить довго в'ялять (мінімум протягом року). На виробництво пармської шинки йдуть кабанчики не старше 10 місяців і вагою не більше 140 кг. 
В області Альто-Адідже виробляється «спек» — італ. Speck dell'Alto Adige IGP. Традиційна технологія його приготування передбачає використання нежирних свинячих стегенець, які засолюються, посипаються сумішшю з перцю, ягід ялівцю, лаврового листка та розмарину, злегка коптяться і витримуються в середньому близько 22 тижнів.
Тосканські сорти шинки («toscani») відрізняються більшим вмістом солі та приправ.
Сорти шинки, виробництво яких не прив'язане до строго певного регіону Італії, носять назви nostrani і nazionali («вітчизняні»).

### Китай
Згадки про страву, що нагадує шинку, яка використовувалася в приготуванні безлічі страв, зустрічаються в китайських текстах, що передують Імперії Сун (X–XIII ст.) Декілька типів цього м'яса були описані під час Династії Цін (XVII–XX ст.), де вона використовувалася, крім усього іншого, для приготування так званих «азійських супів».
Найвідоміший сорт в'яленого китайського м'яса — «в'ялений окіст Цзиньхуа», який використовується для приготування національної страви «Будда стрибає через стіну». Ще відомі китайські страви з в'яленим м'ясом — «Качині лапки» та «Павич».

### Португалія
Більша частина шинки в цій країні зветься fiambre (не плутати з традиційною стравою англ. Fiambre). Тип готування шинки тут здебільшого запозичений з Іспанії. Готується з чорної іберійської свині.

### Румунія
У цій країні шинку називають şuncă, şonc або jambon. У виробництві завжди використовується сіль. Основне виробництво зосереджено в Трансильванії.

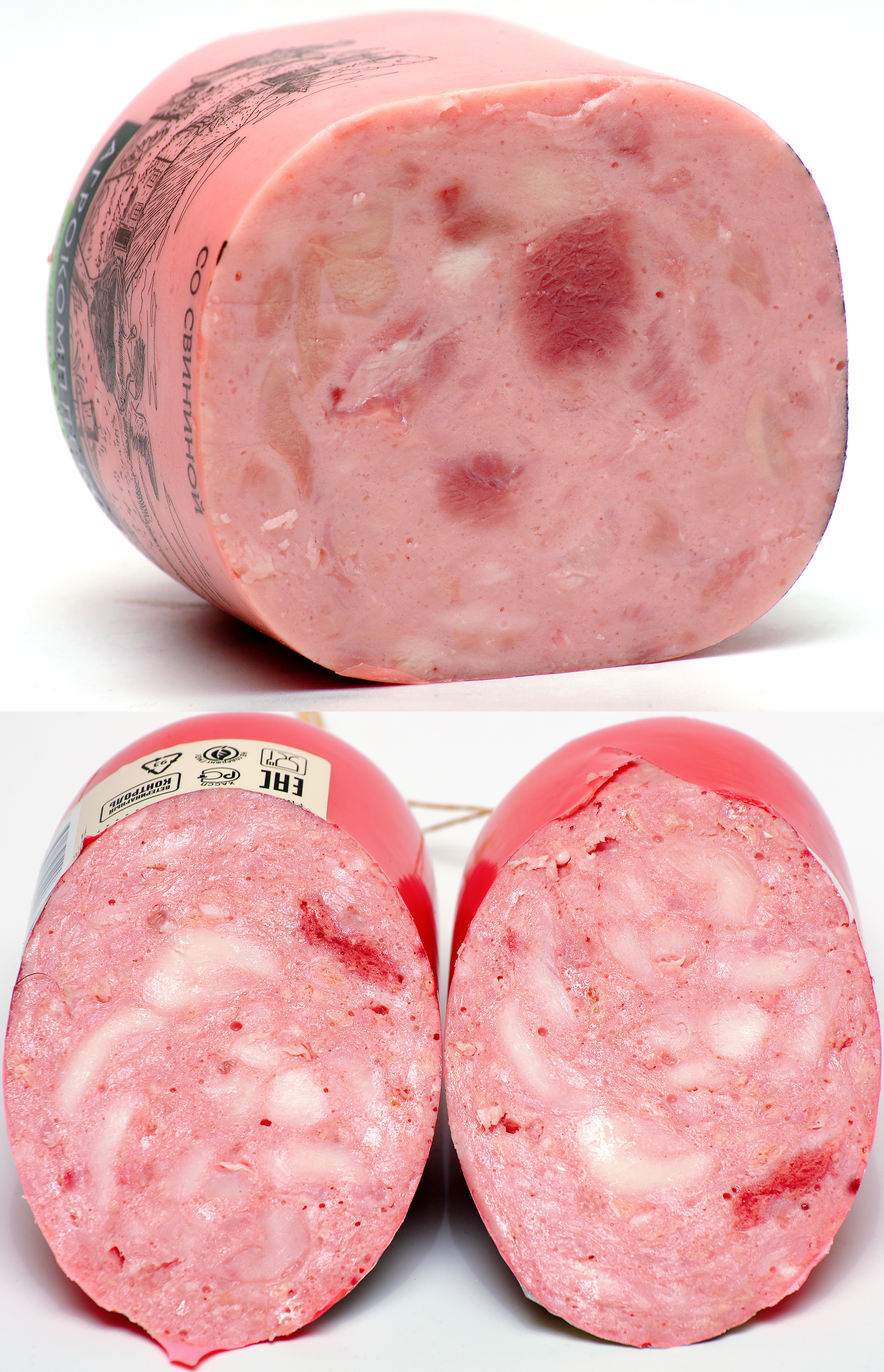
Шинка дрібнокускова формована: свиняча (зверху) та куряча (знизу)

### США
Виробництво шинки в США здебільшого успадковано від традицій приготування шинки і свинини в XVII столітті в Англії, і в XVIII столітті у Франції. 
Смітфілдська шинка — сільська шинка, що виробляється тільки на околицях міста Смітфілд, штат Вірджинія. Найдорожча та найпопулярніша шинка в США. Відрізняється високим вмістом солі в готовому продукті. Технологічний процес займає чимало часу; за цей час продукту дозволяють покритися шаром плісняви. Згодом цей наліт знімають, але оригінальний смак залишається.
Менш відомі схожі сорти «теннессійської» і «аппалачської» шинок, що готується у відповідних регіонах. У готовий продукт додають мед та гікорі.
Шинка з індички є популярною в США через низький вміст жиру.

### Філіппіни
У цій країні прийнято вимочувати шинку в солодкому бульйоні, видаляючи сіль. Взагалі, філіппінці люблять скоріше солодку шинку, ніж солону.

### Франція
Найвідоміша шинка — байонська (фр. Jambon de Bayonne). Окіст солять усуху кам'яною сіллю, після чого сушать на свіжому повітрі до 7 місяців. Назва її походить від імені міста Байонна на південному заході країни.